# 김창옥 (언론인)
김창옥(1958년 9월 22일 ~ )은 대한민국 前 아나운서이다.
예전에 MBC 축구중계 캐스터였지만 뉴스 시사와 교양에 더 어울린다는 평이 많았다.
2010년 MBC 파업기간동안 임시로 주말 MBC 뉴스데스크 진행을 맡은 적이 있었다.
2014년 2014 브라질 월드컵 예선 마지막 경기 중계가 마지막 MBC에서의 중계였다.

## 학력
- 아주대학교 경영학과 학사
- 건국대학교 언론홍보대학원 언론학 석사

## 경력
- 1981년 9월 ~  : KBS 진주방송국 (KBS 진주방송국 지역 근무 입사)  1982년 7월
- 1982년 9월 ~  : KBS 대구방송총국 (KBS 대구방송총국 지역 근무 이직 입사)  1983년 7월 24일
- 1983년 9월 ~  :  대구 MBC 대구문화방송 (대구 MBC 대구문화방송 지역 근무 데뷔 이적 입사)  1984년 2월
- 1984년 3월 ~  :  MBC 서울 본국 아나운서 입사 2014년
- 2004년 3월 ~  :  MBC 아나운서국 아나운서2부 부장 2014년
- 2006년 : MBC 독일 월드컵 캐스터
- 2008년 3월 : MBC 아나운서국 국장
- 2009년 3월 : MBC 편성본부 아나운서실 실장
- 2010년 11월 : MBC 광저우 아시안게임 캐스터
- 2010년 3월 : MBC 아나운서1부 국장급
- 2010년 11월 : MBC 광저우 아시안게임 캐스터
- 2012년 8월 : MBC 런던 올림픽 캐스터
- 2013년 6월 : 대전MBC 대표이사 사장
- 2015년 3월 : 제주MBC 대표이사 사장
- 2018년 1월 : 가톨릭언론인협의회 회장
- 2026년 : JTBC 밀라노 동계올림픽 북중미 월드컵 캐스터

## 진행 프로그램
- MBC TV 경찰청 사람들 - 1998년 송년특집 사건으로 본 1998
- MBC TV MBC 930 뉴스
- MBC TV MBC 스포츠뉴스
- MBC TV MBC 뉴스센터
- MBC TV MBC 출동 24시
- MBC TV MBC 1045 뉴스
- MBC TV MBC 뉴스레이더
- MBC TV MBC 뉴스 24
- MBC TV MBC 마감뉴스
- MBC TV MBC 뉴스브리핑
- MBC TV MBC 정오뉴스
- MBC TV   MBC 스포츠
- MBC TV MBC 뉴스특보
- MBC TV MBC 뉴스속보
- MBC TV MBC 저녁 630 뉴스
- MBC TV MBC 뉴스(주말)
- MBC TV MBC 뉴스투데이
- MBC TV  TV 속의 TV
- MBC TV MBC 뉴스데스크
- MBC 표준FM  일찍 일어나면 오늘이 즐겁습니다
- MBC 표준FM 세계는 그리고 우리는
- MBC 표준FM  MBC 정시뉴스
- MBC 표준FM  MBC 아침종합뉴스
- MBC 표준FM 시선집중
- 국방FM 프리즘